# Michał Listkiewicz
Michał Józef Listkiewicz (ur. 20 maja 1953 w Warszawie) – polski sędzia piłkarski, dziennikarz, hungarysta i działacz sportowy. 
W latach 1973–1996 aktywny arbiter piłkarski, od 1986 arbiter międzynarodowy FIFA, sędziujący zarówno jako sędzia główny jak i asystent. Sędziował m.in. na Mistrzostwach Europy w 1988, Igrzyskach Olimpijskich w 1988 oraz  Mistrzostwach Świata w 1990 i 1994. Po zakończeniu kariery sędziowskiej członek Komisji Sędziowskiej FIFA, wiceprzewodniczący Komisji Pucharów Europejskich oraz obserwator sędziów UEFA. 
W latach 1979–1984 członek zarządu Polskiego Związku Koszykówki. Od 1989 rzecznik prasowy, następnie sekretarz ds. międzynarodowych i zastępca sekretarza generalnego Polskiego Związku Piłki Nożnej, w latach 1995–1998 sekretarz generalny, w latach 1999–2008 prezes Polskiego Związku Piłki Nożnej, od 2023 przewodniczący Komisji Zagranicznej PZPN. W latach 2007–2012 koordynator UEFA ds. Mistrzostw Europy 2012. 

## Życiorys

### Młodość i wykształcenie
Syn Olgi Koszutskiej – aktorki i reżyserki warszawskiego Teatru Polskiego oraz Zygmunta Listkiewicza – aktora filmowego. Jego ciotką od strony matki jest aktorka Maria Broniewska.  
Absolwent XLI Liceum Ogólnokształcącego im. Joachima Lelewela w Warszawie. W 1977 ukończył filologię węgierską na Uniwersytecie Warszawskim. Uprawiał piłkę nożną w klubie Marymont Warszawa, koszykówkę w Polonii Warszawa oraz piłkę ręczną w Spójni Warszawa. W czasie studiów był kierownikiem drużyny koszykarzy Polonii Warszawa i sekretarzem sekcji piłki nożnej w tym klubie. Podczas odbywania służby wojskowej zapisał się do PZPR (później wystąpił z tej partii).

### Dziennikarz
Od 1969 pracował jako dziennikarz sportowy w redakcjach „Tempa” i „Sztandaru Młodych”. Po ukończeniu studiów, w latach 1977–1987, był warszawskim korespondentem dziennika „Sport”. W latach 1987–1989 pracował w tygodniku „Tak i Nie”.

### Sędzia piłkarski
W 1973 został sędzią piłkarskim, a 13 lat później arbitrem międzynarodowym (uprawnienia FIFA od 1986). Sędziował w Mistrzostwach Europy w 1988, Igrzyskach Olimpijskich w 1988, Mistrzostwach Świata w 1990 (gdzie jako pierwszy polski sędzia podczas meczu finałowego wystąpił w roli asystenta sędziego głównego. Ponadto został swego rodzaju rekordzistą, ponieważ sędziował najwięcej meczów podczas jednych finałów Mistrzostw Świata (8). Do tego jako jedyny sędziował zarówno mecz otwarcia, półfinał, jak i finał) i Mistrzostwach Świata w 1994. Karierę sędziowską zakończył w 1996 z dorobkiem ok. 1100 meczów, w tym 150 międzynarodowych.

### Działacz sportowy
Od 1979 do 1984 zasiadał w zarządzie Polskiego Związku Koszykówki. W 1989 został rzecznikiem prasowym Polskiego Związku Piłki Nożnej, później kolejno sekretarzem ds. międzynarodowych i zastępcą sekretarza generalnego PZPN, w latach 1995–1998 sekretarzem generalnym. Pracując jako sędzia społecznie pełnił także funkcję wiceprezesa PZPN, z której zrezygnował w połowie 1993 po odebraniu mistrzostwa Polski Legii Warszawa w edycji 1992/1993 I ligi polskiej (podczas tzw. „niedzieli cudów” 20 czerwca 1993 sędziował mecz ŁKS Łódź – Olimpia Poznań). 21 kwietnia 1998, wraz z całym kierownictwem PZPN, zawieszony w pełnionej funkcji przez ówczesnego przewodniczącego Urzędu Kultury Fizycznej i Turystyki, ministra Jacka Dębskiego – całkowicie zrezygnował z niej w listopadzie 1998. W 2002 za zasługi na rzecz rozwoju sportu, prezydent RP, Aleksander Kwaśniewski, odznaczył go Złotym Krzyżem Zasługi. Od 28 czerwca 1999 do 30 października 2008 pełnił funkcję 23. prezesa PZPN, zastępując Mariana Dziurowicza. Mianował czterech kolejnych trenerów (Jerzego Engela, Zbigniewa Bońka, Pawła Janasa i Leo Beenhakkera) na stanowisko selekcjonera reprezentacji. W trakcie jego prezesury reprezentacja Polski awansowała do finałów Mistrzostw Świata w 2002 i 2006 oraz Mistrzostw Europy w 2008. Działając aktywnie na forum międzynarodowym został wiceprzewodniczącym Komisji Pucharów Europejskich UEFA oraz obserwatorem UEFA. W 2004 bezskutecznie ubiegał się o członkostwo w Komitecie Wykonawczym UEFA. W lipcu 2007 wszedł w skład ośmioosobowej Komisji Sędziowskiej FIFA. W listopadzie 2007 objął stanowisko koordynatora UEFA ds. Euro 2012. Współorganizował również skuteczną kampanię na rzecz przyznania Polsce wraz z Ukrainą prawa do organizacji Mistrzostw Europy.
Od maja 2016 do 5 czerwca 2018 pełnił funkcję przewodniczącego komisji sędziowskiej czeskiego związku piłki nożnej (FAČR). W kwietniu 2018 został pełnomocnikiem zarządu SKS Bałtyk Gdynia, następnie został wiceprezesem zarządu. W 2019 został prezesem Polskiego Związku TeqBall. W 2023 został przewodniczącym Komisji Zagranicznej PZPN.

## Życie prywatne
Część okresu studenckiego Listkiewicz spędził na Węgrzech, gdzie sędziował w lokalnych ligach okręgowych. Ma dwóch synów: Kajetana oraz Tomasza, który jest sędzią asystentem międzynarodowym oraz członkiem zespołu sędziowskiego Szymona Marciniaka (wystąpił m.in. w finale Mistrzostw Świata 2022). Określa się mianem purysty językowego. W 2002 dwoje napastników zamordowało na tle rabunkowym jego 72-letnią matkę, Olgę Koszutską. W 2020 wyznał, że w dzieciństwie był molestowany przez księdza oraz znanego, niewymienionego z nazwiska aktora.  

## Filmografia
Zagrał epizod w filmie Poranek kojota. 

## Odznaczenia
- Złoty Krzyż Zasługi (2002)[21]